# (12909) Jaclifford
(12909) Jaclifford (1998 SK58) – planetoida z pasa głównego asteroid okrążająca Słońce w ciągu 4,09 lat w średniej odległości 2,56 j.a. Odkryta 17 września 1998 roku.